# Operatie Accolade

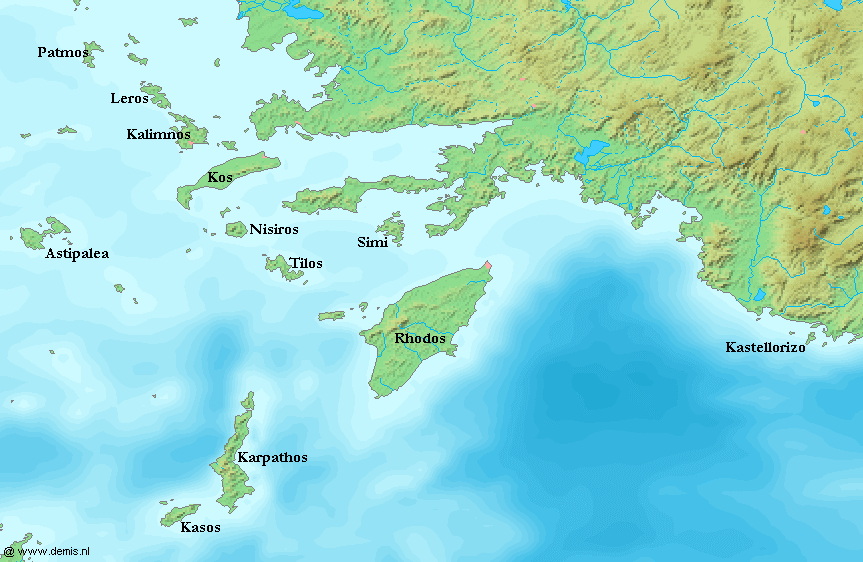
De 12 eilanden van de Dodekanesos

Operatie Accolade was een geplande militaire operatie van het Verenigd Koninkrijk tijdens de Tweede Wereldoorlog, dat uiteindelijk niet is uitgevoerd.
Het Britse plan omvatte een amfibische landing op Rodos en de Dodekanesos in de Egeïsche Zee. Het plan werd aanbevolen en goedgekeurd door Winston Churchill.
De bezetting van de eilanden was bedoeld om de druk op Nazi-Duitsland op te voeren en tegelijkertijd he neutrale Turkije mogelijk aan te moedigen zich bij de geallieerden aan te sluiten.
Terwijl de krijgskansen van de oorlog zich steeds meer tegen de Asmogendheden keerden, sloot de Italiaanse regering in september 1943 een geheime deal met de geallieerden om het conflict te beëindigen. De Britse premier Winston Churchill dacht dat hij de perfecte gelegenheid had gevonden om Operatie Accolade, de verovering van de eilanden van de Dodekanesos, in gang te zetten. Daarbij hoopte hij het neutrale Turkije naar het geallieerde kamp over te halen en tegelijkertijd een groot offensief over de Balkan te lanceren, deze 'zachte onderbuik van Europa'.
Onder leiding van het Special Boat Squadron en de Long Range Desert Group werden garnizoenstroepen ingezet in de door Italië bezette Dodekanesos, maar ze waren te laat om te voorkomen dat de Duitsers de controle over het belangrijkste eiland Rodos en zijn belangrijke vliegvelden overnamen. Na deze tegenslag waren de Britse eenheden verwikkeld in een offensief dat vanaf het begin slecht was begonnen (Chief of the Imperial General Staff Alan Brooke noemde het 'Churchill's waanzin'). Hoewel de Wehrmacht overrompeld was, voegde de Wehrmacht reserves samen en stuurde met spoed detachementen van de Luftwaffe en een luchtlandingsregiment naar de Egeïsche Zee. Een groots Duits offensief volgde. Luchtmacht- en Kriegsmarine-eenheden ondersteunden een reeks aanvallen door infanterie en parachutisten, waaronder de Speciale Divisie Brandenburg.
Tijdens twee snelle maar kostbare landingen, werden de eilanden Kos en vervolgens Leros heroverd. De Britse troepen capituleerden en hun generaal werd gevangengenomen. Binnen drie maanden was alleen Kastellorizo nog in Britse handen. 
De eilanden Rodos, Kos en Leros bleven tot mei 1945 (het einde van de oorlog in Europa) onder Duitse bezetting. De Dodekanesos zou de laatste blijvende overwinning van Adolf Hitler zijn - en de laatste blijvende nederlaag onder leiding van de Britten.